# Stančani
Stančani (cyr. Станчани) – wieś w Czarnogórze, w gminie Pljevlja. W 2011 roku liczyła 27 mieszkańców.